# Musik – mit allem und viel scharf
Musik – mit allem und viel scharf ist ein seit 2014 von mehreren Bloggern betriebenes Musik-Blog, das sich mit den Ereignissen und Phänomenen der Musikwelt, besonders der Klassik-Szene, auseinandersetzt. Das Blog setzt sich aus dem klassischen Blogformat, dem Podcast „#LoremIpsum“ und verschiedensten Social-Media-Kanälen (stets unter dem Namen @mmauvs) zusammen.

## Geschichte
Gegründet wurde das Blog von Studierenden der Universität des Saarlandes und der Hochschule für Musik Saar. Inzwischen besteht das Redaktionsteam aus vier Autoren und Autorinnen, die in ganz Deutschland verteilt leben und in unterschiedlichen Branchen der Musik-Szene tätig sind. Ergänzt werden redaktionseigene Beiträge durch Artikel von Gastautoren. Erste größere Aufmerksamkeit erhielt das Blog durch eine inszenierte Ente zur Dirigenten-Wahl der Berliner Philharmoniker. Diese wurde unhinterfragt vom Bayerischen Rundfunk übernommen und durch die weltweite Presse verteilt.

## #Bayreuthfake
Zur Festspielzeit 2015 der Bayreuther Festspiele legte das Blog den Fake-Account @bayreuthfest auf Twitter an, um auf die fehlende Online-Präsenz der Festspiele aufmerksam zu machen. Der Account wurde von Fans, Medien und Orchestern für authentisch gehalten und nicht hinterfragt. Erst zum Ende der Spielzeit flog der Schwindel auf und löste weite mediale Aufmerksamkeit aus. 2015 wurde die Kampagne für den Virenschleuder-Preis als „Ansteckendste Kampagne“ nominiert.